# Rietschen
Rietschen (Rěčicy) là một đô thị huyện Görlitz, trong bang tự do Sachsen, nước Đức. Đô thị Rietschen có diện tích 72,75 km², dân số thời điểm ngày 31 tháng 12 năm 2009 là 2834 người.